# مجمع کارآفرینان ایران

## بنیان‌گذاری

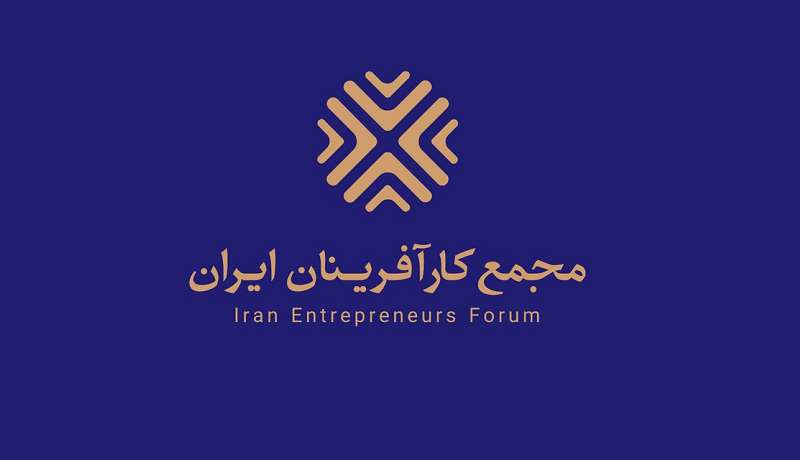
لوگو مجمع کارآفرینان ایران

مجمع کارآفرینان ایران به‌صورت رسمی و بر اساس مجوز وزارت کار در سال ۱۳۹۳ با ۴۰ عضو از پیشران‌های بخش خصوصی شروع به کارکرد. آغاز به کار مجمع در شرایطی اتفاق افتاد که تثبیت جایگاه پیشران‌های حوزه مولد و کارآفرینی یک ضرورت در اقتصاد کشور به شمار می‌رفت. با این رسالت که سهم و نقش پیشران‌های بخش خصوصی در اقتصاد مولد کشور شفاف‌تر و بیشتر شود و اشتغال‌زایی و کارآفرینی در کشور رونق بیشتری پیدا کند.
تاکید بیشتر مقامات ارشد کشور طی یک دهه اخیر به توسعه بخش خصوصی و واگذاری بازار به بخش خصوصی اهمیت توجه به پیشران‌های اقتصادی را در ایران بیش‌ازپیش کرده است و لزوم ارتقای جایگاه این نهاد را روشن‌تر ساخته است.

## بازنگری راهبردهای مجمع
بر همین اساس مجمع کارآفرینان ایران از سال ۱۴۰۰ به توسعه عضویت پیشران‌های اقتصادی بخش خصوصی در مجمع توجه کرده و در حال حاضر اعضای مجمع به بیش از ۸۰ عضو پیوسته و وابسته افزایش‌یافته است. همچنین تلاش شده است تا در ارتباطات تعاملی و رایزنی با مقامات ارشد اقتصادی کشور به‌عنوان یک‌نهاد تصمیم‌ساز نقش‌آفرینی کند.
اکنون مجمع کارآفرینان ایران، متشکل از پیشرانان ۲۰ حوزه صنعتی – اقتصادی مؤثر و اشتغال آفرین کشور است که جملگی از نامداران و کارآفرینان عرصه تولید ملی هستند و یا تمام توان و ظرفیت خود برای بهبود اقتصاد ملی و همچنین کیفیت زندگی مردم ایران عزیز کوشش می‌کنند.
این مجمع در مسیر خود باهدف کمک به اصلاح و بهبود سیاست‌های مرتبط با پیشران‌های اقتصادی بخش خصوصی، برقراری نظام یکپارچه راهبردی در توسعه و ترویج کارآفرینی و ایجاد شبکه‌ ارتباطات تعاملی میان پیشرانان اقتصادی بخش خصوصی و سازمان‌ها و مقامات ارشد اقتصادی کشور در نظر دارد تا سال ۱۴۰۴ به اثرگذارترین تشکل اقتصاد مولد بخش خصوصی کشور تبدیل شود.

## خدمات مجمع کارآفرینان ایران

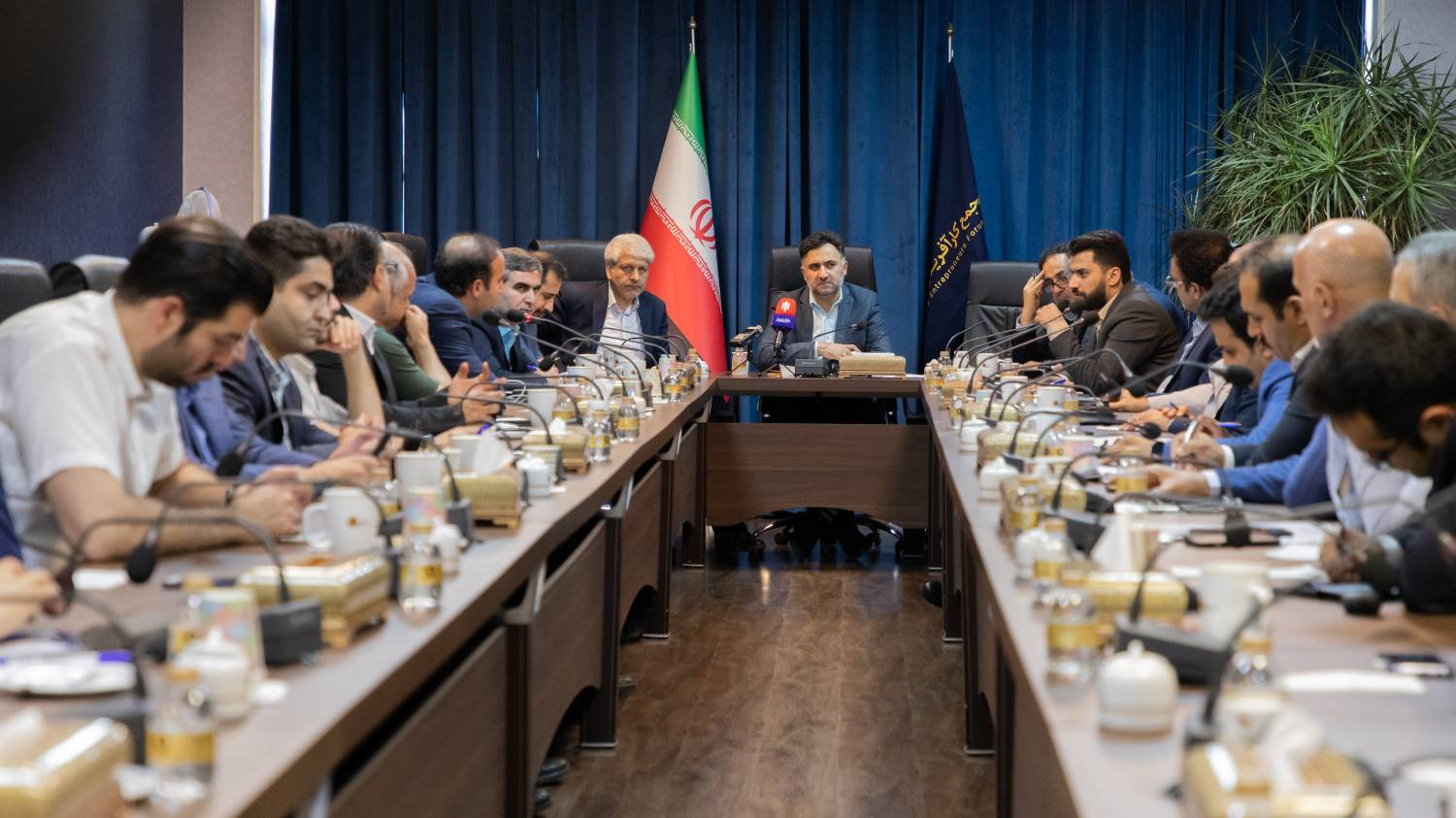
نشست مشترک پیشران‌های اقتصادی با معاون علمی، فناوری و اقتصاد دانش‌بنیان رئیس‌جمهور

### 1_ کارگروه‌های تخصصی
مجمع کارآفرینان ایران دارای کارگروه های تخصصی از جمله امور بانکی، مالیاتی، گمرکی، دانش‌بنیان و … است.
اعضای این کارگروه‌ها متشکل از تعدادی از مدیران مجموعه‌های عضو مجمع کارآفرینان در حوزه مربوطه است که طی جلسات با مقامات اقتصادی و رایزنی با آنان به یافتن راه‌حل برای مهم‌ترین مشکلات تخصصی اعضای مجمع می‌پردازند.
این نمایندگان با شرکت‌ در جلسات تخصصی با کارشناسان و مسئولان، به طرح مشکلات پیشرانان اقتصادی و کارآفرینان پرداخته و درصدد رفع آن‌ها برمی‌آیند. همچنین پیشنهاد‌هایی در راستای تسهیل مشکلات حوزه مربوطه به سیاست‌گذاران و تصمیم پیران ارائه می‌کنند.
کارگروه‌های تخصصی اهداف زیر را پیگیری می‌کنند:
- هم‌افزایی اعضای مجمع کارآفرینان ایران در حوزه‌های تخصصی
- حل چالش‌های عمومی اعضای مجمع کارآفرینان ایران از طریق رایزنی با مقامات تصمیم گیر
- ایجاد گفتمان پیشران‌های اقتصادی در حاکمیت
- کسب جایگاه مشورتی در نهادهای سیاست‌گذار و تصمیم گیر

### 2_مذاکرات راهبردی
مجمع کارآفرینان ایران در قالب مذاکرات راهبردی هدفمند، برگزاری مشترک همایشهای علمی، نشست های تخصصی و سایر رویدادهای تراز اول با همکاری وزارتخانه‌ها و سازمان‌ها و نهادهای اقتصادی کشور برای دستیابی به نتایج زیر تلاش می‌کند:
- تمرکز بر تقویت فهم مشترک از منافع دوسویه دولت و کارآفرینان
- تسهیل قوانین و قانون‌گذاری‌ در راستای تأمین منافع پیشران‌های اقتصاد مولد بخش خصوصی
- مجاب سازی دولت برای مشارکت در ایجاد و توسعه فعالیت‌های اقتصادی کارآفرینان بزرگ
- توجه و حمایت دولت ویژه از بخش‌های R&D و حوزه‌های دانش‌بنیان پیشران‌های اقتصادی
- ایجاد شبکه همزیستی و هم‌افزایی بین اعضای مجمع با حاکمیت
- اعزام هیات های تجاری به خارج از کشور و استفاده از ظرفیت سفارتخانه‌ها و کاردارها
- تأمین منابع مالی موردنیاز اعضاء جهت اجرای طرح‌های توسعه
- طراحی اکوسیستم کارآفرینی توسط مراکز بالادستی
- نظارت و تسهیل صدور کلیه مجوزهای قانونی لازم برای اعضا

### 3_اصلاح و بازنگری سیاست‌ها و قوانین و مقررات
یکی از مهم‌ترین کارکردهای مجمع اصلاح و بازنگری قوانین موجود و پیشنهاد قوانین و مقررات تسهیل‌کننده اقتصادی به نفع اقتصاد ملی با تأکید بر تقویت نقش پیشران‌های اقتصادی بخش خصوصی است.
برای این منظور مجمع کارآفرینان ایران اقدامات زیر را پیگیری می‌کند:
- راه‌اندازی مرکز مطالعات راهبردی در جهت رصد تحولات و قوانین اقتصادی و همچنین مطالعه عمیق سیاست‌های موجود و راه راهکار
- الگوبرداری از مجامع و کشورهای پیشرو درزمینهٔ پیشران‌های اقتصادی بخش خصوصی و ارائه به بخش اقتصادی حاکمیت
- شناسایی قوانین و مقررات دست و پاگیر حاکم در امور اقتصادی از طریق برگزاری جلسات کارگروه‌های تخصصی اعضاء